# Pachypanchax playfairii
Пахипанхакс Плейфера (Pachypanchax playfairii) — тропічний вид риб родини аплохейлових (Aplocheilidae), народна назва — пляйфері.
Типовий вид роду Pachypanchax й найвідоміший його представник. Альберт Гюнтер описав його 1866 року як члена роду Haplochilus на основі серії зразків, зібраних на Сейшельських островах, які відправив до Британського музею в Лондоні підполковник Р. Л. Плейфер (англ. Lieut.-Col. Sir Robert Lambert Playfair), британський консул у Султанаті Оман. На честь підполковника цей вид отримав свою назву.

## Опис
Пахипанхакс Плейфера може сягати максимум 10 см загальної довжини. Форма щукоподібна, тіло приземкувате, витягнуте, його висота приблизно в 4 рази менша за стандартну (без хвостового плавця) довжину. Передня частина тіла майже кругла в перетині, хвостове стебло стиснуте з боків. Верхня поверхня голови та спини сплощені. Спинний плавець посунутий далеко назад.
Голова досить довга, приблизно в 4 рази коротша за стандартну довжину. Рот верхній, розташований на рівні середини тіла. Діаметр ока становить чверть довжини голови, морда трохи довша за діаметр ока.
Плавці округлі, в спинному 12-14 променів, в анальному 17-19. Фронтальні луски типу E, зазвичай з випуклими лусками типу H. 29-32 луски в поздовжньому ряді. Третина або й три чверті хвостового плавця від основи вкриті лусками. В період нересту в самців луски на спині можуть настовбурчуватись і відставати від тіла, що є характерною особливістю цього виду. Бічна лінія відсутня, хоча в деяких великих екземплярів присутня неглибока ямка в центрі окремих лусочок.
Основне забарвлення самця жовте, бежево-оливкове або бронзове, спина темно-коричнева, черево жовтувато-біле. При бічному освітленні боки сяють смарагдово-зеленим лиском. Голова та тіло з боків вкриті поздовжніми рядами червоних крапок. Непарні плавці жовті, оздоблені рядами червоних крапочок, спинний та хвостовий мають світло-жовту облямівку, анальний плавець з чорною облямівкою. Грудні плавці безбарвні.
Самки забарвлені простіше, мають коричнювато-сіре забарвлення тіла й плавців. Плавці без малюнку, лише біля основи спинного плавця розташована чорна пляма. Остання відсутня в самців, але є також у молодих рибок. Крім того, самки трохи менші за самців, мають округліше черево.

## Поширення
Ендемік Сейшельських островів, розташованих в Індійському океані, приблизно за 1500 км на схід від узбережжя Східної Африки й приблизно за 1000 км на північний схід від північного краю Мадагаскару. Водиться на так званих гранітних Сейшельських островах, що складаються переважно з гранітних порід: Мае, Праслен, Силует, Ла-Діг.
На Сейшельських островах небагато прісноводних середовищ існування й практично немає прісноводних риб. Більшість останніх була завезена як харчова риба. Pachypanchax playfairii є єдиним місцевим прісноводним видом риб.
Протягом останнього століття вид також неодноразово знаходили в ставках на острові Занзібар. Місцева популяція виникла в результаті штучної інтродукції, здійсненої В. Менсфілд-Адерсом (англ. Dr. W. Mansfield-Aders) після Першої світової війни з метою боротьби з малярійними комарами. Саме із Занзібару перші екземпляри цієї риби потрапили до акваріумів Європи (1924 рік, Німеччина). Проте зараз занзібарська популяція Pachypanchax playfairii вважається вимерлою. Експедиції, організовані 1997 та 2008 року, на виявили цього виду у водоймах острова.
В старій акваріумній літературі зустрічаються повідомлення, що Pachypanchax playfairii також водиться в континентальній Східній Африці, але вони не відповідають дійсності, немає жодних підтверджених свідчень присутності виду в цьому регіоні. Старі записи стосовно присутності Pachypanchax playfairii на Мадагаскарі насправді стосуються інших, тоді ще неописаних, видів роду.

## Спосіб життя
На Сейшелах пляйфері мешкають у невеликих прісноводних струмках, можуть заходити в солонуваті води мангрової зони. На Занзібарі вид прижився в ставках.
Параметри води: показник pH 6,0-8,0, твердість 5-19 °dH, температура 22-24 °C.
У природі ці риби харчуються в основному комахами, що падають на воду, чатують на них, стоячи прямо під поверхнею. Їдять також черв'яків, ракоподібних, водяних комах та дрібних рибок.
Самка відкладає від 50 до 200 ікринок.

## Утримання в акваріумі
Вперше вид потрапив до Європи ще 1867 року, він був завезений з Сейшельських островів до Франції, але жодного акваріумного штаму з тих часів не лишилося. 1924 року кілька екземплярів Pachypanchax playfairii потрапили до Німеччини (Гамбург) із Занзібару. Вони були успішно розведені й поширились серед акваріумістів, 1963 року з'явилися в колишньому СРСР.
Пляйфері доволі невибагливі й витривалі риби, прості в утриманні та розведенні, але трохи агресивні. Підходять для початківців. Проте в акваріумах вид трапляється рідко. Із своїм непримітним забарвленням пахипанхакс Плейфера не може конкурувати з багатьма барвистими яйцекладними коропозубими.
Для утримання пляйфері використовують акваріуми середнього розміру, щонайменше 40-60 см завдовжки. Для однієї пари потрібен акваріум місткістю від 45 л, кілька пар можна тримати в акваріумі довжиною від 80 см. Місцями має бути густа рослинність, додаткові схованки створюють за допомогою корчів та каміння. Обов'язковою є наявність плавучих рослин, вони дещо приглушують освітлення акваріума. Також рибам залишають вільне місце для плавання. Ґрунт темний, дрібнозернистий. Акваріум потрібно накривати, тому що ці риби вистрибують із води.
Особливих вимог до складу води не висувають. Середні показники їм цілком підходять як для утримання, так і для розведення: pH 6,0–8,0, твердість до 5-18 °dH, температура 22-26 °C, мінімальна 20 °C. Для імпортних риб рекомендується трохи підсолювати воду (1-5 г на 1 л води). Приблизно 25 % акваріумної води раз на 2 тижні міняють на свіжу.
Вид умовно придатний для спільного акваріума. Менших риб пляйфері часто сприймають за здобич і нападають на них, у повільних риб можуть обкушувати плавці. В спільному акваріумі вживаються лише з великими міцними видами. В стосунках між собою зазвичай поводяться мирно, але самці іноді влаштовують бійки.
Тримаються у верхніх шарах води, часом опускаються в середні. Люблять схованки.
Їдять багато. Перевагу надають живому корму: мотиль, коретра, дафнії, циклопи тощо. Сухі корми беруть неохоче.

## Розведення
Розводяться просто. Нерест може відбуватися як в окремому нерестовищі, так і в спільному акваріумі.
Мінімальний розмір нерестовища — 20 літрів, рівень води 10-15 см. Відкладають ікру в гущавині дрібнолистих рослин, серед коріння рослин, що плавають на поверхні, або на штучний субстрат. Параметри води: температура 24-26 °C, pH 6,5-7,0, твердість 5-10 °dH, хоча нерестяться й у твердішій воді.
Самець під час нересту може виявитись дуже агресивним, тому рекомендується забезпечити самку схованками або ж відсаджувати для розведення одного самця та дві-три самки.
В самців у період нересту луски трохи настовбурчуються, особливо на спині. Недосвідчені акваріумісти часто помилково сприймають це як хворобу. Насправді ж, навпаки, ця ознака свідчить про правильний розвиток риби та її добрий стан.
Нерест розтягнутий, триває близько 2 тижнів. За цей час самка відкладає від 50 до 300 ікринок. Зазвичай батьки не їдять ікру та мальків, проте рекомендується після закінчення нересту їх виловити. Можна також періодично забирати субстрат з ікрою до окремого акваріума для вирощування й замінювати його на новий.
Можуть нереститися в різних шарах води, навіть на дні.
Ікринки прозорі, порівняно великі (близько 1,5 мм в перетині), мають тверду оболонку. Вони прилипають до субстрату.
За температури 24-25 °C личинки вилуплюються за 10-12 днів, іноді трохи пізніше. За кілька днів вони перетворюються на мальків і, маючи розмір близько 1 см, розпливаються по акваріума. З цього моменту їх починають годувати наупліусами артемій, які щойно вилупились, та мікрочерв'ячками, згодом переводять на більший корм.
Мальки тримаються переважно біля дна й постійно ховаються. Вирощувати їх нескладно. За достатку корму молодь швидко росте. Малькам притаманний канібалізм, тому їх потрібно сортувати за розміром й кожен клас вирощувати окремо. У віці 15-20 днів вже можна визначити стать молодих рибок. Визрівають у 4-6 місяців. З цього моменту вони нерестяться до кінця свого життя. У віці близько 1 рік забарвлення риб стає найяскравішим.

## Відео
- Pachypanchax playfairii на YouTube by Aquatic Ness
- Pachypanchax playfairi en acuario de 60lts (killis) на YouTube by Alejandro Monzón